# Shyla Stylez
Shyla Stylez, nome artístico de Amanda Friedman (Armstrong, Canadá a 23 de setembro de 1982 - 9 de novembro de 2017), foi uma atriz pornográfica canadense.

## Biografia

### Começo
Amanda nasceu e cresceu em um pequeno vilarejo chamado Armstrong, na província de Colúmbia Britânica no Canadá. Após concluir os estudos, se mudou para Vancouver, Canadá e começou a trabalhar como stripper e como modelo para pequenos sites pornô da internet. A oportunidade veio quando conheceu o ator e diretor de filmes pornográficos Erik Everhard, seu compatriota. Curiosamente, sua primeira cena foi com Everhard.[carece de fontes?]

## Carreira como atriz pornô
Em 2001, começou a trabalhar para a produtora Anabolic, onde filmava cenas de sexo anal, dupla penetração e facial. Em janeiro de 2002 se submeteu a uma cirurgia de implante de prótese de silicone nos seios. Não satisfeita, voltou a mesa de cirurgia e aumentou o tamanho de sua prótese para 100.
Alguns meses depois, foi contratada pela produtora Jill Kelly Productions, onde conheceu a proprietária, a também atriz pornô Jill Kelly. Ela gravou cenas para a produtora e conheceu Bob Friedland, presidente da produtora e com quem ela se casou em 23 de outubro de 2002 em Los Angeles. Em 2003, Shyla Stylez assinou um contrato de exclusividade com a produtora Jill Kelly Productions. No fim desse ano, ela foi obrigada a abandonar temporariamente a carreira de atriz pornô, depois que se divorciou de Bob Friedland. Por conta do divorcio, não gravou mais cenas para a produtora. Também por conta do contrato de exclusividade, não pode fazer nenhum filme a outras produtoras.
Em 2006, depois que o contrato de exclusividade expirou e de ter submetido a uma nova cirurgia de aumento das próteses de silicone, Shyla Stylez voltou a gravar cenas para varias produtoras.

## Morte
Em 9 de novembro de 2017, Stylez foi encontrada sem reação em sua cama na casa de sua mãe em Armstrong. Ela foi declarada morta pouco depois, aos 35 anos.

## Filmografia (parcial)
| Título do Filme              | Produtora                            | Ano  |
| Julian's Seduction           | New Sensations                       | 2002 |
| Ass Workship # 2             | Jules Jordan Video                   | 2009 |
| Killer Sex                   | Jill Kelly Productions               | 2003 |
| All Ditz and Jumbo Tits # 3  | Juicy Entertainment/413 Productions  | 2007 |
| Fucked on Sight              | Evil Angel                           | 2007 |
| Big Wet Tits # 5             | Elegant Angel                        | 2007 |
| It's a Secretary Thing       | Elegant Angel                        | 2007 |
| Fucked on Sight              | Evil Angel                           | 2007 |
| Erik Everhard Fucks Them All | Digital Sin                          | 2007 |
| Curvy Girls                  | Elegant Angel                        | 2007 |
| Anabolic Superstars          | Anabolic Video                       | 2008 |
| Big Tits at Work             | Brazzers                             | 2008 |
| Big Wet Butts                | Brazzers                             | 2008 |
| Bree Olson:The Five          | Adam & Eve                           | 2008 |
| Busty'n Wet                  | The SCORE group                      | 2008 |
| Flight Attendants            | Adam & Eve                           | 2008 |
| Performers of The Year 2008  | Elegant Angel                        | 2008 |
| Breast Workship # 2          | Jules Jordan Video                   | 2009 |
| Do me Right! # 2             | Juicy Entertainment/Pink Kitty Video | 2009 |
| Anal Beach Buns              | Evil Angel                           | 2009 |
| Naughty Country Girls # 2    | Pure Play Media/Naughty America      | 2010 |
| Busty House Calls            | Wicked Pictures                      | 2010 |
| Booby Patrol                 | Tom Byron Pictures                   | 2010 |
| Love or Lust                 | Puba.com                             | 2010 |
| Assacrifice                  | Brazzers                             | 2011 |
| ZZ Girl Exchange             | Brazzers                             | 2013 |